# Ptychamalia ligys
Ptychamalia ligys is een vlinder uit de familie van de spanners (Geometridae). De wetenschappelijke naam van de soort is als Hamalia ligys voor het eerst geldig gepubliceerd in 1926 door Prout.